# Dixie Inn
Dixie Inn es una villa ubicada en la parroquia de Webster en el estado estadounidense de Luisiana. En el Censo de 2010 tenía una población de 273 habitantes y una densidad poblacional de 175,97 personas por km².

## Geografía
Dixie Inn se encuentra ubicada en las coordenadas 32°35′49″N 93°19′50″O / 32.59694, -93.33056. Según la Oficina del Censo de los Estados Unidos, Dixie Inn tiene una superficie total de 1.55 km², de la cual 1.22 km² corresponden a tierra firme y (21.2%) 0.33 km² es agua.

## Demografía
Según el censo de 2010, había 273 personas residiendo en Dixie Inn. La densidad de población era de 175,97 hab./km². De los 273 habitantes, Dixie Inn estaba compuesto por el 51.65% blancos, el 46.15% eran afroamericanos, el 0% eran amerindios, el 0% eran asiáticos, el 0% eran isleños del Pacífico, el 0.37% eran de otras razas y el 1.83% pertenecían a dos o más razas. Del total de la población el 1.83% eran hispanos o latinos de cualquier raza.